# Riama columbiana
Espèce
Synonymes
- Proctoporus columbiana Andersson, 1914

Statut de conservation UICN

 EN B1ab(iii) : En danger
Riama columbiana est une espèce de sauriens de la famille des Gymnophthalmidae.

## Répartition
Cette espèce se rencontre en Colombie et en Équateur entre 2 100 et 3 030 m d'altitude. 

## Étymologie
Son nom d'espèce lui a été donné en référence à son lieu de découverte, la Colombie.

## Publication originale
- Andersson, 1914 : A new Telmatobius and new teiidoid lizards from South America. Arkiv för zoologi, vol. 9, no 3, p. 1-12 (texte intégral).